# Byggningssäd
Byggningssäd eller byggningstunna var den del av kyrkotioenden, som i Sverige var avsedd till underhåll av kyrkobyggnaden. Denna del (liksom den för inköp av nattvardsvin) lät kung Gustav Vasa kyrkorna behålla. De omtalas senare alltid som vin- och byggnadssäd. 